# Papuargia stuberi
Papuargia stuberi là một loài chuồn chuồn kim trong họ Coenagrionidae.
Papuargia stuberi được Lieftinck miêu tả khoa học năm 1938.